# 松尾早人
松尾早人（1965年8月13日—），日本作曲家，生於千葉縣。東京藝術大學音樂學部作曲科畢業後投身於日本動畫界及電視遊戲界，為數多影視作品作曲或管弦樂配器，當中較為有名的包括皇家騎士團、最終幻想XII、莎木系列及魔法騎士，現在所屬製作公司為IMAGINE。美國電影作曲家杰里·戈德史密斯的愛好者，另外亦受到英國樂隊Yes及ELP的前衛搖滾影響。

## 代表作

### 電視遊戲
- 傳說之奧加戰爭（日语：伝説のオウガバトル）（1993年Quest）
- 前線任務3（英语：Front Mission 3）（1999年Squaresoft）

### 動畫
- 勇者鬥惡龍 達伊的大冒險（1991年東映動畫）
- 魔法骑士（1994年東京電影新社）
- 怪盜St. Tail（1995年東京電影新社）
- 厄夜怪客OVA（2006年）
- 只有神知道的世界（2010）
- JoJo的奇妙冒險（2012）
- 只有神知道的世界 (女神篇)(2013)
- 漂流武士(2016)
- 天地創造設計部(2021)

## 外部連結
- IMAGINE 官方網頁